# Nez Perce National Forest
Der Nez Perce National Forest ist ein 9000 Quadratkilometer großer National Forest im westlichen Zentrum des US-Bundesstaats Idaho. Der Forest grenzt im Osten an den Bundesstaat Montana, im Norden an den Clearwater National Forest, im Westen an einen Teil des Wallowa–Whitman National Forest und im Süden an den Payette National Forest. Die nächstgelegene Stadt ist Grangeville.

## Geschichte
Der Nez Perce National Forest und der Clearwater National Forest wurden 2012 administrativ als Nez Perce-Clearwater National Forests mit der Hauptverwaltung in Kamiah zusammengeführt. Es gibt örtliche Ranger-Bezirks-Büros in Elk City, Grangeville, Kooskia und White Bird.
Der Forest wurde am 1. Juli 1908 durch den U.S. Forest Service gegründet, indem 7876,6 Quadratkilometer aus dem Bitterroot National Forest und dem Weiser National Forest zusammengeführt wurden. Am 29. Oktober 1934 wurde ein Teil des Selway National Forest angegliedert.

## Lebensraum
Die Berge des Schutzgebiets bieten Lebensraum für Mackenzie-Wolf, Waschbär, Elch, Schwarzbär, Kojote, Puma, Rocky-Mountain-Wapiti, zwei Fuchs-Arten, Amerikanischen Pfeifhasen, Ponderosa-Zwergohreule, Fichtenmarder, Weißwedelhirsch und Maultierhirsch, Bisamratte, Nordamerikanischen Fischotter, Wanderfalken, Mink, Murmeltiere, Fischermarder und Schneeziege.

## Wildnisgebiete

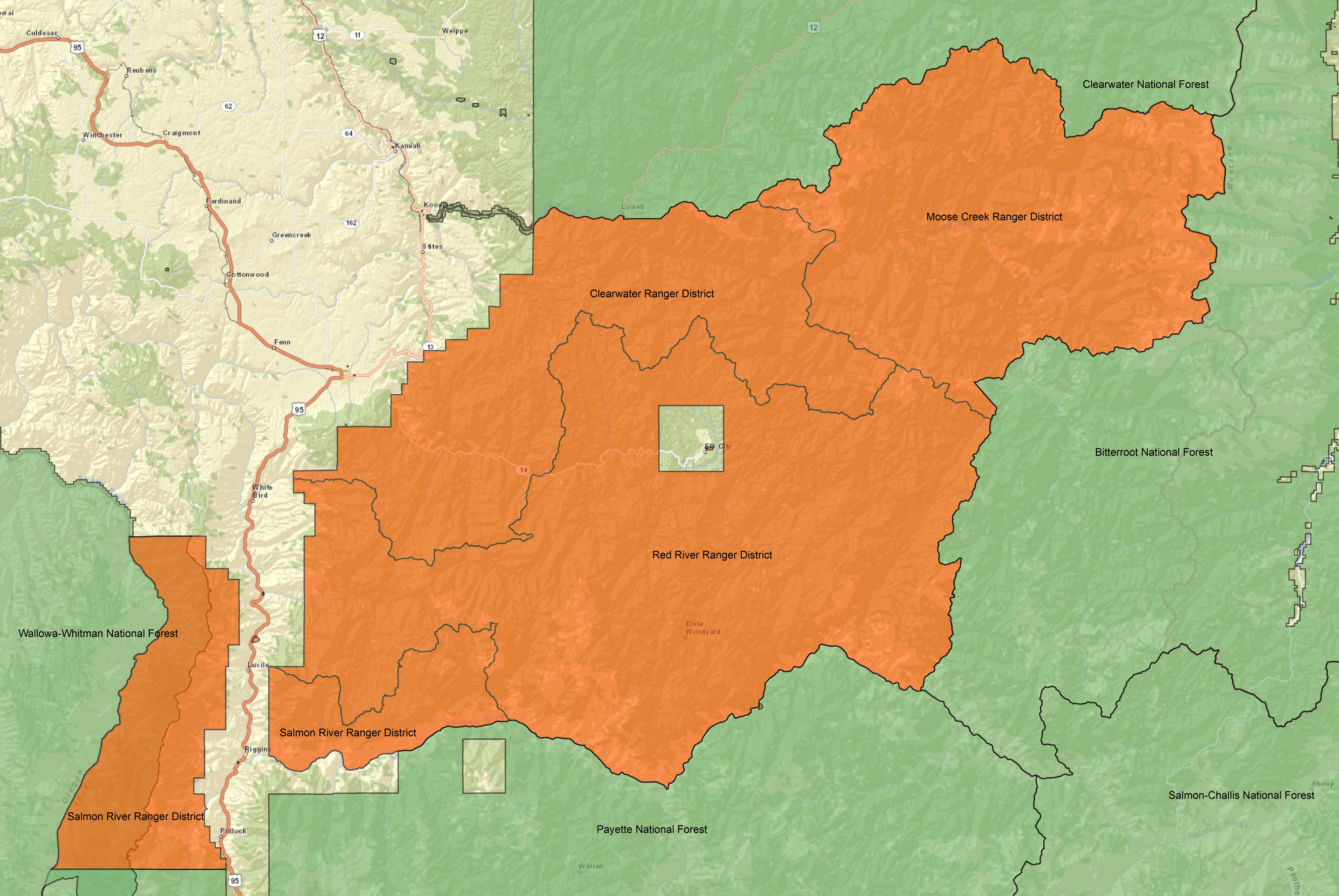
Karte des Nez Perce National Forest (orange)

Es gibt vier offiziell ausgewiesene Wildnisgebiete innerhalb des Nez Perce National Forest die Teil des National Wilderness Preservation System sind. Drei von ihnen gehören (größten)teils zu benachbarten National Forests (s. u.).
- Frank Church–River of No Return Wilderness (nur 4,68 % gehören zum Nez Perce NF; die meisten Gebiete befinden sich im Payette National Forest, Challis NF, Salmon NF, Boise NF oder im Bitterroot NF)[5]
- Gospel Hump Wilderness
- Hells Canyon Wilderness (hauptsächlich im Wallowa National Forest; teilweise im Payette National Forest, im Whitman National Forest, oder direkt dem Bureau of Land Management unterstellt)
- Selway-Bitterroot Wilderness (teilweise im Bitterroot NF, im Clearwater National Forest oder im Lolo NF)